# Zai (Arabische letter)

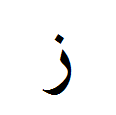
Zai in geïsoleerde vorm

Zai, ﺯﺍﻱ, is de elfde letter van het Arabisch alfabet. Hij stamt af van de letter zajin uit het Fenicisch alfabet en is daardoor verwant met de Latijnse Z, de Griekse zeta en de Hebreeuwse zajin. Aan de zai kent men de getalswaarde 7 toe.

## Uitspraak
De zai klinkt als de stemhebbende Nederlandse "Z" in "zagen", ook aan het eind van een woord, en onderscheidt zich in de uitspraak van de stemloze sin.
Aangezien de zai een zonneletter is, assimileert hij een voorafgaand bepaald lidwoord "al". Voorbeeld "de zai" - الزاي : uitspraak niet "al-zai" maar "az-zai".

## Verbinden
De zai is een "non-connector", dat wil zeggen dat men hem niet met de volgende letter kan verbinden en hij alleen een geïsoleerde vorm en eindvorm heeft, maar geen begin- of middenvorm. Voorbeeld: in الزاي staat de op de zai volgende alif ا los van de zai.

## Afgeleide
Het Perzisch kent de zwakke "zj"-klank, zoals in het Nederlandse leenwoord "journaal". Deze klank komt in het Arabisch niet voor. Het Perzisch heeft daarom vanuit de zai de letter "zje" ontwikkeld, welke drie punten heeft in plaats van een. Geïsoleerde vorm: ژ.

## Zay in Unicode
| Unicode Codepoint | U+0632             |
| Unicode-Name      | ARABIC LETTER ZAIN |
| HTML              | &#1586;            |
| ISO 8859-6        | 0xd2               |

Basisalfabet: ا (alif) · 
ب (ba) · 
ت (ta) · 
ث (tha) · 
ج (jim) ·
ح (ḥa) ·
خ (kha) ·
د (dal) ·
ذ (dhal) ·
ر (ra) ·
ز (zai) ·
س (sin) ·
ش (sjin) ·
ص (ṣad) ·
ض (ḍad) ·
ط (ṭah) ·
ظ (ẓa) ·
ع (ain) ·
غ (gain) ·
ف (fa) ·
ق (qaf) ·
ك (kaf) ·
ل (lam) ·
م (mim) ·
ن (nun) ·
ه (ha) ·
و (waw) ·
ي (ya)
Aanvullende tekens: ء (hamza) ·
آ (alif madda) ·
ة (tāʾ marbūṭa) ·
ى (alif maqṣūra) ·
لا (lām-alif)
Klinkertekens: fatḥa ·
kasra ·
ḍamma ·
shadda ·
sukūn ·
waṣla